# FujiGen
FujiGen Gakki (en japonais フジゲン 楽器), plus connu sous le nom de FujiGen, est un fabricant d'instruments de musique basé à Matsumoto, actif depuis 1960. Il est nommé d'après le Mont Fuji, Gen signifiant « instrument à corde » en japonais, et Gakki se traduisant par « instrument de musique ». 
FujiGen est un sous-traitant pour de nombreuses marques connues telles que Fender, Ibanez et Yamaha ainsi qu'un fabricant en marque propre de guitares électriques (Heartfield et FgN).

## Historique
L'activité de  FujiGen démarre, en 1960, par la production d'instruments acoustiques avec, entre autres, les guitares classiques et les violons. Deux ans après l'entreprise s'ouvre à un nouveau marché, la fabrication de guitares électriques. Au début des années 1970 FujiGen à une capacité de production suffisante pour fournir des instruments complets, mais aussi des pièces détachées pour d'autres compagnies telles que Hoshino Gakki (Ibanez), CSL (Antoria), Kanda Shokai (Greco) et Yamaha. 
Les technologies avancent et les fabricants sont toujours à l'affut pour créer des instruments pouvant révolutionner la musique. Dans cette optique, en 1977, FujiGen conclut un partenariat de coentreprise avec la société Roland afin de développer et produire leur nouvelle création de guitares synthétiseurs.

### Année 1981
La production des dernières guitares acoustiques permet de concentrer les efforts au marché de la guitare électrique, les modèles à caisse pleine en particulier. L'acquisition, cette même année, de leur première machine à commande numérique (fraiseuse CNC) permet la production des pièces de bois destinées aux instruments, en grande série. C'est également l'année à laquelle le fabricant commence la production de ses propres micros. FujiGen conclut un contrat avec Fender incluant la production de la marque Squier, collaboration qui prend fin en 1997. 

### Notoriété
Les usines produisent, en 1983, le nombre record de 14 000 guitares par mois, dont 80 % sont destinées à l'export et 20 % au marché Japonais. Vers la fin 1992 FujiGen obtient une part du contrat de la marque Orville, contrat qui prit fin en 1998, suivi d'un contrat pour une partie de la production des guitares Epiphone et Gretsch.

### Aujourd'hui[évasif]
FujiGen poursuit son activité de sous-traitance pour Ibanez et Epiphone notamment, mais en plus petite quantité, une partie importante de la production de guitare électrique mondiale, notamment toute l'entrée de gamme, ayant été transférée vers la Corée du Sud à la fin des années 1980, puis en Chine et en Indonésie à la fin des années 2000. FujiGen dispose aujourd'hui[Quand ?] de trois usines : l'usine Omachi à Ōmachi, l'usine Hirooka (établies en 1992) à Shiojiri et l'usine principale ainsi que son siège à Matsumoto.

## Exemples de production
Production initiale :

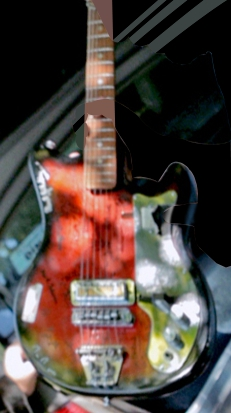
FujiGen EJ-2-T (1960s)
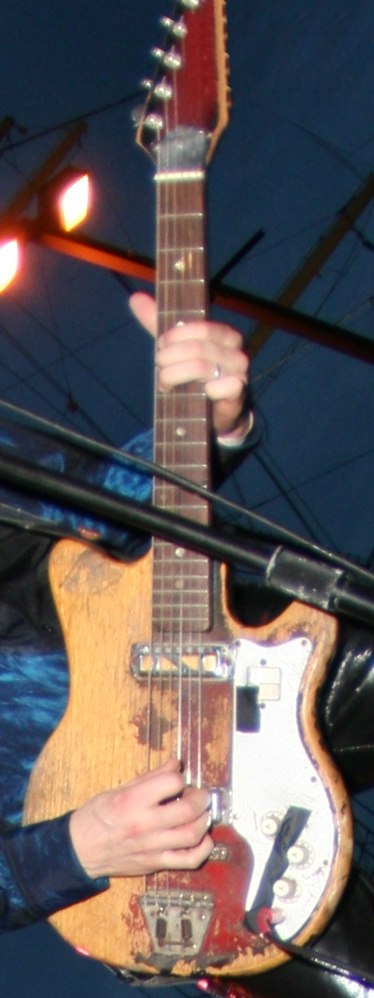
Zim-Gar EJ-2-T (1960s)

Production des années 70 :

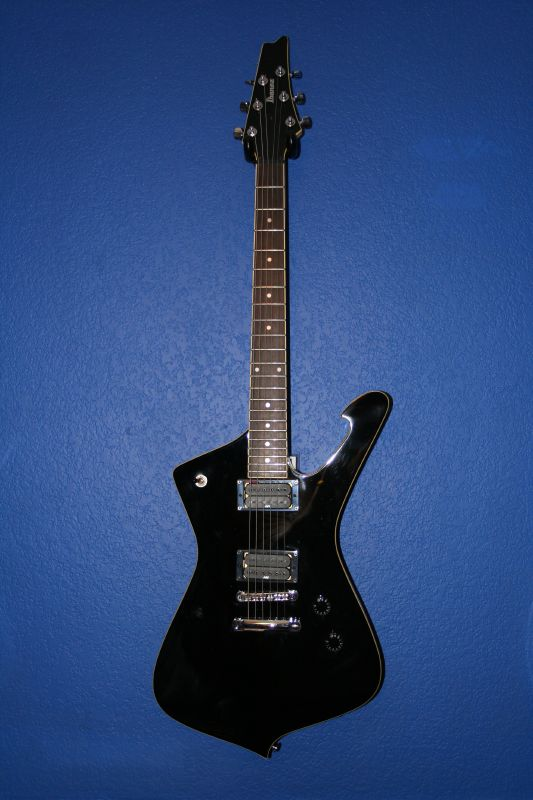
Ibanez Iceman
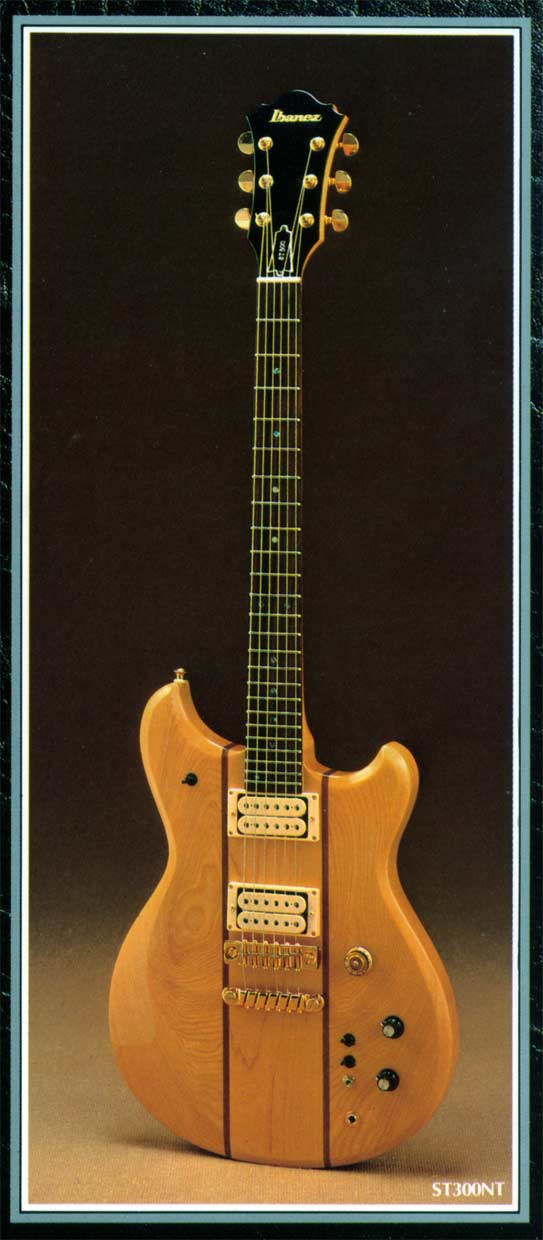
Ibanez Studio ST-200
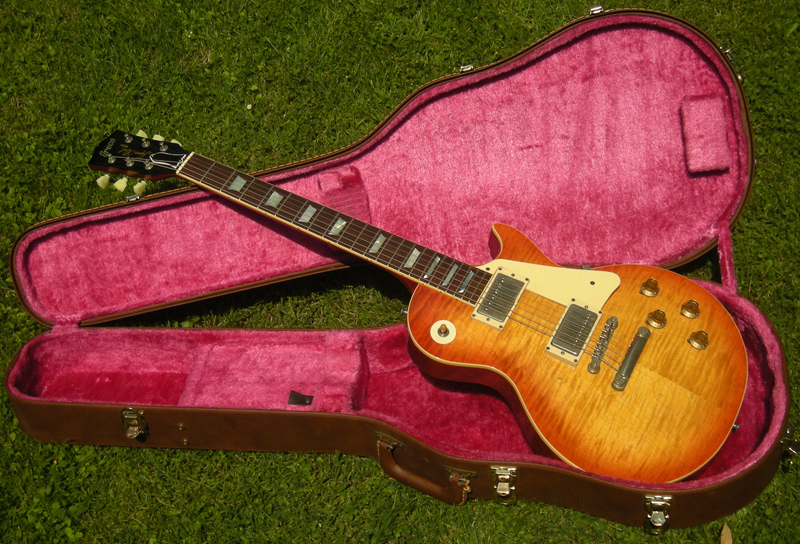
Greco Super Real EGF1200 (1980)

Production des années 80 et 90 :

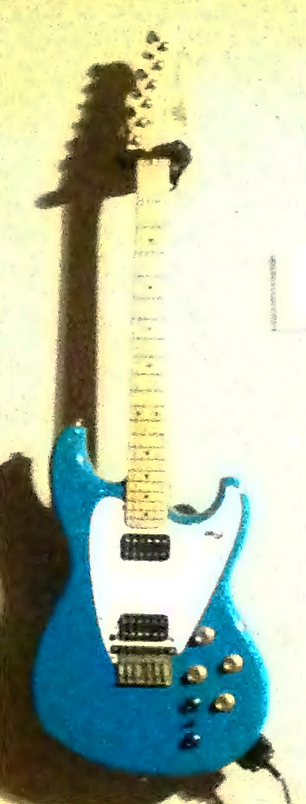
G-202 GR Guitar Controller (1982)
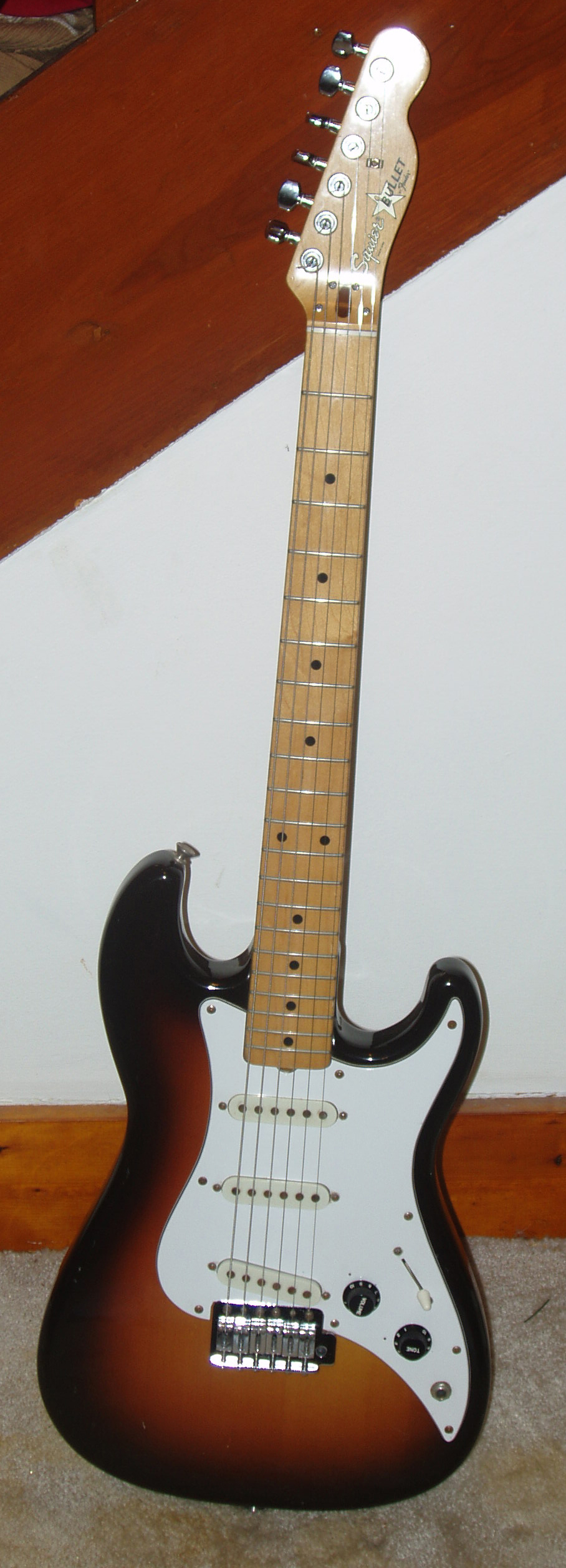
Squier Bullet
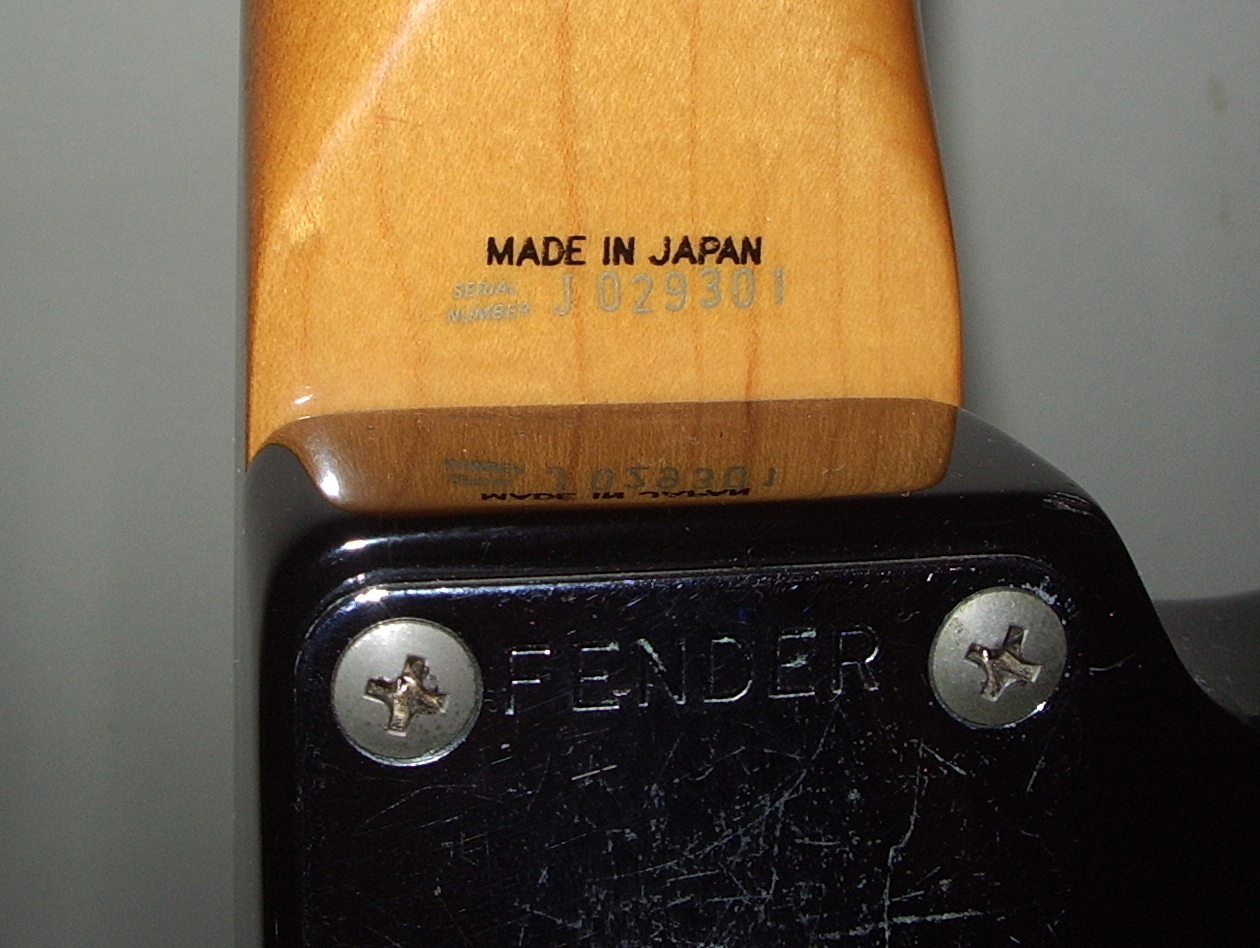
Fender Made in Japan
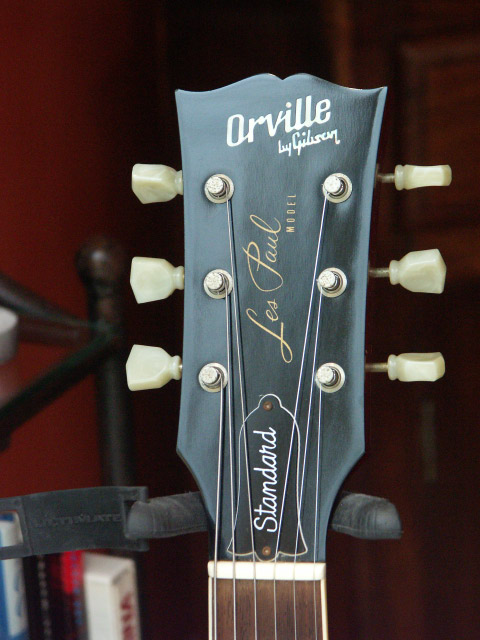
Orville by Gibson

## Sources
- (ja) « History of FujiGen », FujiGen
- (en) Rainer Daeschler, « 1986/1987 tour of FujiGen factory », Daeschler.com
- (ja) Yuichiro Yokouchi, グレコの仲間たち: 富士弦楽器物語 [« Les amis du Greco: histoire des instruments à cordes Fuji »], Matsumoto, DENSA Printing,‎ 1983 (ASIN B000J7471C, lire en ligne)
- (ja) Yuichiro Yokouchi, 運を掴む―弱小の会社を世界, Tokyo, Gakken,‎ 1994 (ISBN 978-4-05-106067-1)
- (ja) « Matsumoto Guitars » [« Guitar Manufacturers in Matsumoto City »], Matsumoto, Junk Guitar Museum
- (en) Frank Meyers, « FujiGen Gakki Factory Tour!! », DrowningInGuitars.com, 29 juillet 2013
- (en) Frank Meyers, History of Japanese Electric Guitars, Centerstream Publications, 2015, 176 p. (ISBN 978-1-57424-315-4)